# Yenikarakuyu, Yatağan
Yenikarakuyu là một xã thuộc huyện Yatağan, tỉnh Muğla, Thổ Nhĩ Kỳ. Dân số thời điểm năm 2011 là 205 người.